# Cizkrajov
Obec Cizkrajov (německy Sitzgras) se nachází na jihozápadní Moravě v okrese Jindřichův Hradec, přibližně 4 km severovýchodně od Slavonic. Včetně místních částí Dolní Bolíkov, Holešice a Mutná v ní žije 523 obyvatel. Obcí protéká Bolíkovský potok, který se na hranicích území obce z pravé strany vlévá do Moravské Dyje. V místní části Dolní Bolíkov je zastávka na železniční trati Kostelec u Jihlavy – Slavonice. V obci žilo do nuceného vysídlení po roce 1945 převážně německé obyvatelstvo s českou menšinou. V lese nad vesnicí Mutná se nachází v minulosti zdejším německým obyvatelstvem hojně navštěvované poutní místo Montserrat.

## Název
Nejstarší název obce byl pravděpodobně odvozen od osobního slovanského jména Cuzkraj (Cuzdrah: cusdrah, cuzkray, čižkraj). Roku 1259 je zmiňován Zusicray de Zeretic (Cuzkraj ze Žerotic), v roce 1301 již Hartlibus de Zuscray (Hartlieb z Čížkraj), v roce 1345 název obce Czisgras a v roce 1366 Czyzkrayz. Od konce 14. století se objevuje název obce ve tvaru: německy Sitzgras, česky Čížkrajov.

## Historie a vývoj do současnosti
První písemná zmínka o obci pochází z roku 1301, kdy je také zmiňován Hartlieb z Čížkraj. Cizkrajov býval samostatným vladyckým statkem s tvrzí. V době před třicetiletou válkou bylo v obci 33 usedlostí, což dokládá lánový rejstřík z té doby. Na území obce byly podle vceňovacího operátu dva mlýny, a také vrchnostenský dvůr. Desátky se odváděly panství Dačice a faře v Cizkrajově. Připojením na síť ZME Brno byla obec elektrifikována v roce 1936. V letech 1938 až 1945 byl Cizkrajov v důsledku uzavření Mnichovské dohody přičleněn k nacistickému Německu. Po roce 1945 byly v obci postaveny hospodářské objekty JZD, kulturní dům, prodejna potravin Jednoty, hasičská zbrojnice, bytové domy a řada nových rodinných domů.

## Škola
Škola je zmiňována poprvé již v generální vizitaci z r. 1622. Školu vydržoval farář pouze pro několik žáků, vyučovalo se po soukromých domech. Budova pro jednotřídní školu byla postavena v roce 1840, později přibyla druhá třída a r. 1891 třetí. V r. 1893 byla přikoupena další budova naproti stávající škole a dvě třídy byly umístěny do této budovy. Od r. 1868 byla při škole zřízena hospodářská škola pro žáky od 14 do 20 let. Do Cizkrajova byly přiškoleny obce Dolní Bolíkov, Holešice, Mutná a Mutišov. Po vzniku Československé republiky byla v obci zřízena r. 1919 jednotřídní česká menšinová škola, pro kterou byla v r. 1929 postavena nová budova. Okupace pohraničí nacistickým Německem znamenala konec českého školství v r. 1938. Po osvobození v květnu 1945 byla v obci už jen česká základní škola. V roce 1979 však byla škola v obci zcela zrušena a žáci byli převedeni do Slavonic. Otevření se pro 1. až 5. ročník opět dočkala v r. 1993, ale v roce 2007 byla opět, tentokrát z ekonomických důvodů, uzavřena (následkem mediálně sledovaného případu náhrady škody žákovi, který při školní činnosti utrpěl zdravotní újmu a po deseti letech zemřel) a žactvo bylo převedeno do okolních škol v Dačicích a ve Slavonicích.

## Pamětihodnosti
- Zbytky tvrze Dolní Bolíkov
- Farní kostel svatého Petra a Pavla
- Socha svatého Jana Nepomuckého u mostu
- Fara
- Vodní mlýn
- Kostel Panny Marie Bolestné neboli Montserrat – poutní kostel mezi Mutnou a Cizkrajovem

## Části obce
Obec Cizkrajov se skládá ze čtyř částí na čtyřech katastrálních územích.
- Cizkrajov (i název k. ú.)
- Dolní Bolíkov (i název k. ú.)
- Holešice (k. ú. Holešice u Cizkrajova)
- Mutná (i název k. ú.)

Od 1. ledna 1980 do 30. června 1990 k obci patřily i Lidéřovice, Peč a Urbaneč.

## Galerie

Cizkrajov
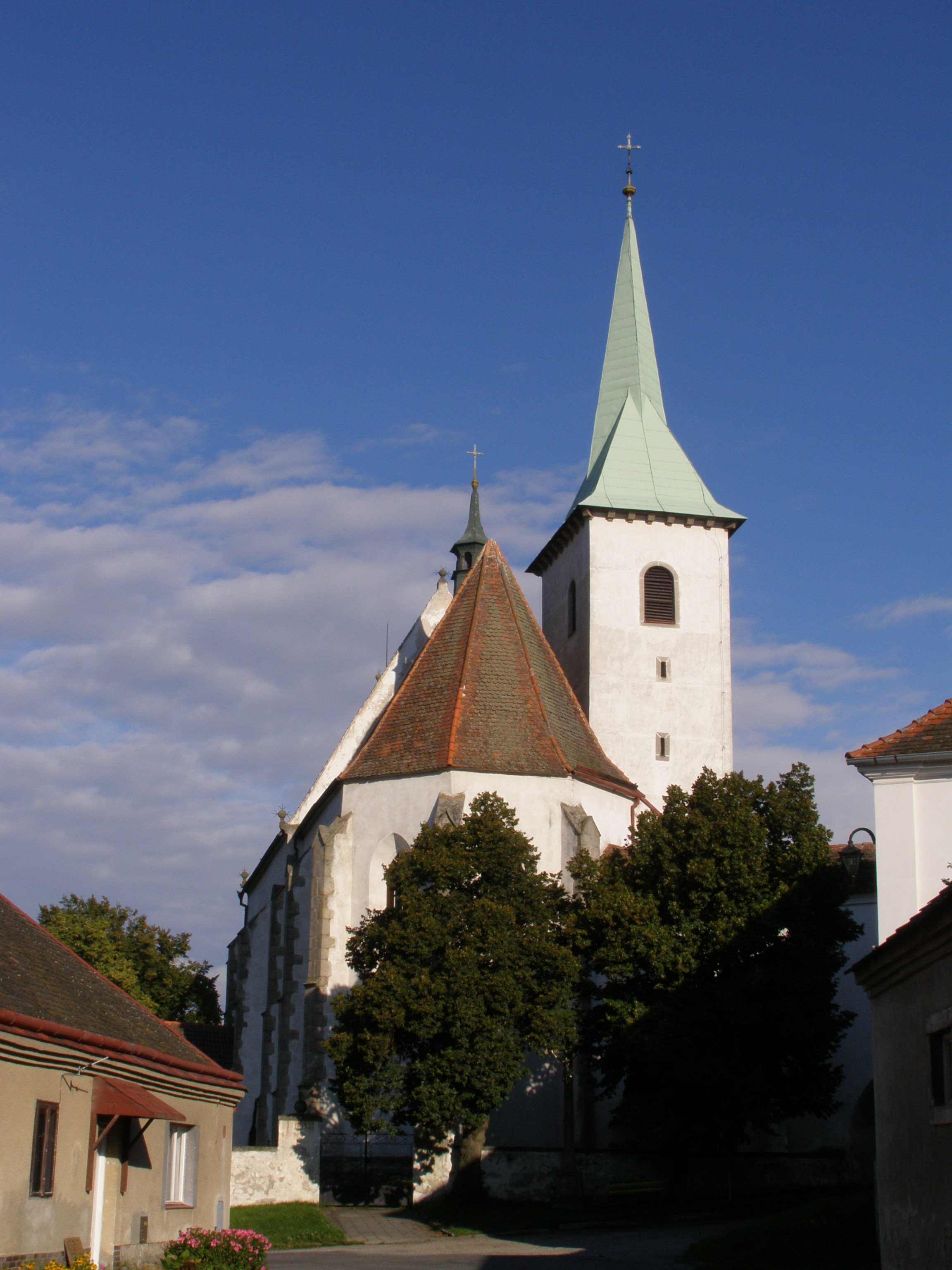
Kostel sv. Petra a Pavla
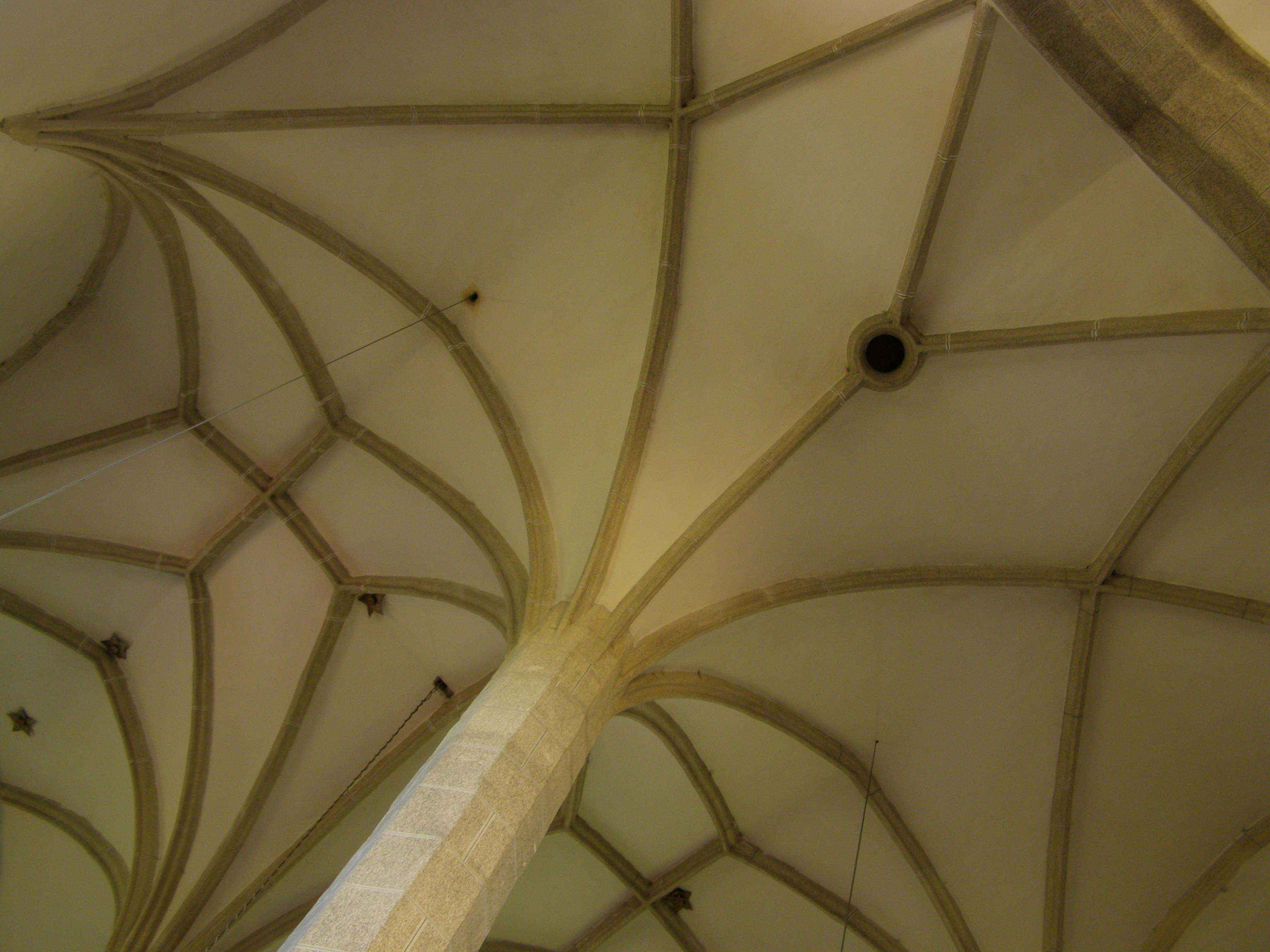
Klenba v kostele sv. Petra a Pavla
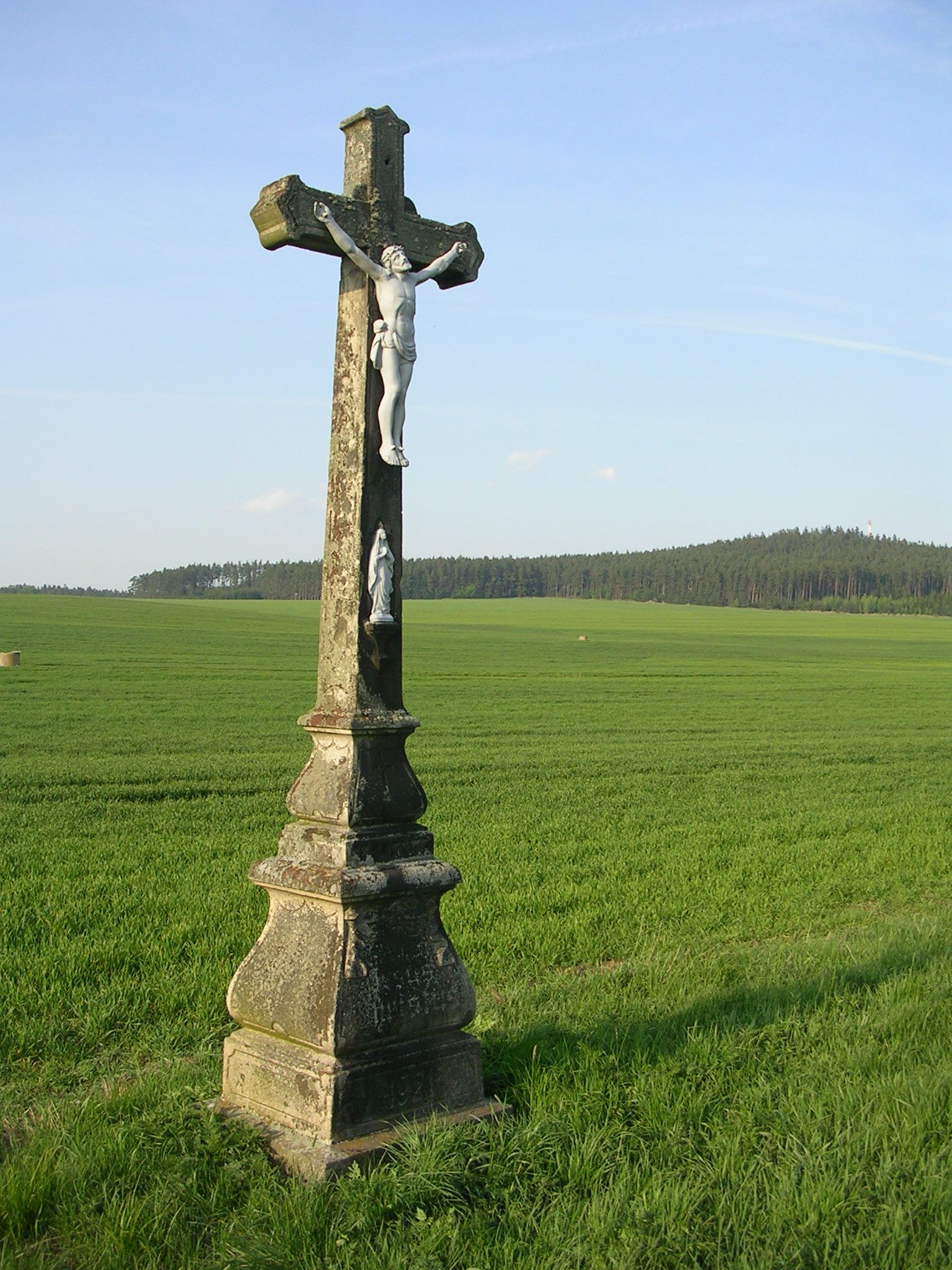
Kříž při cestě do Holešic
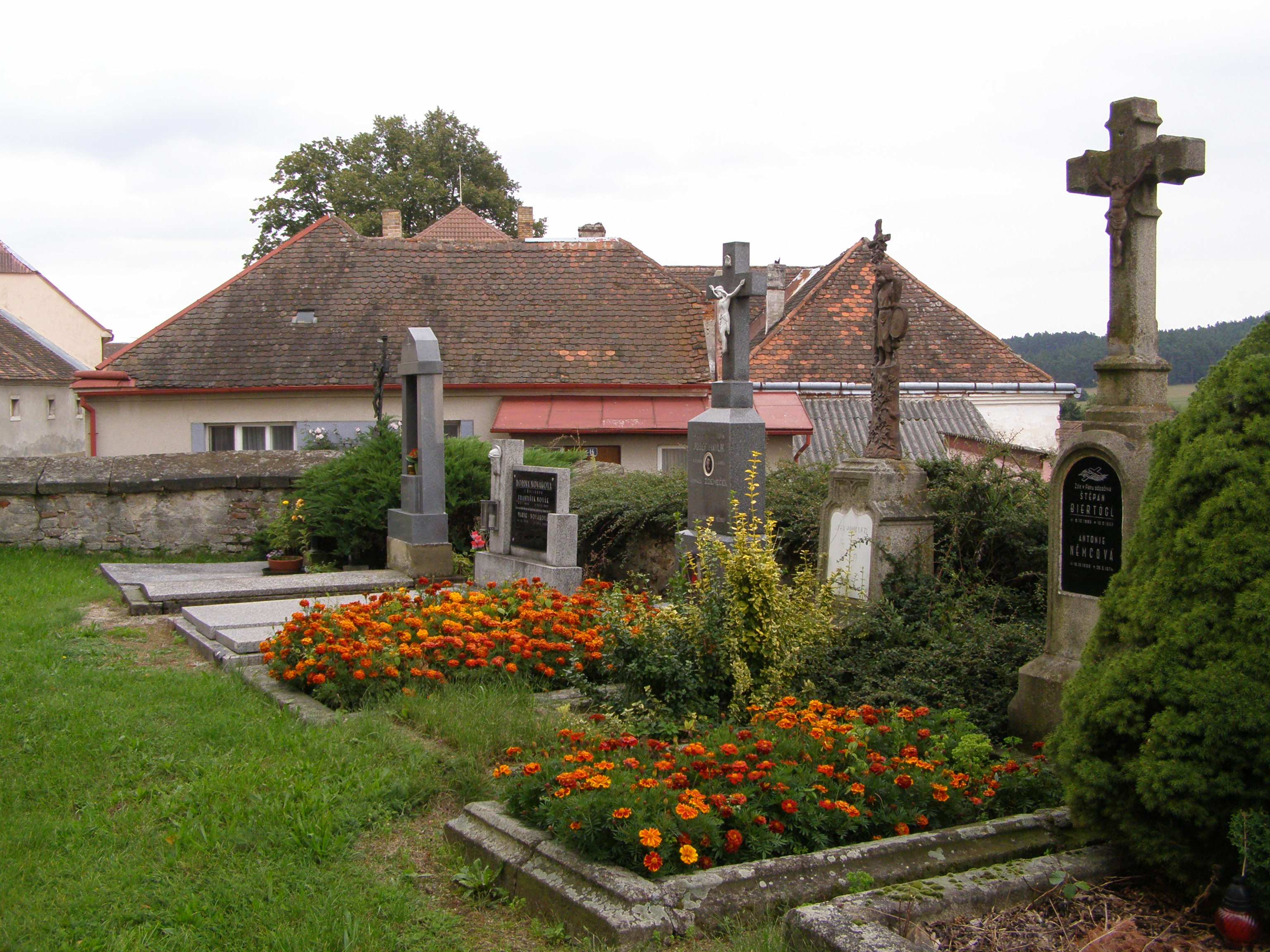
Hřbitov
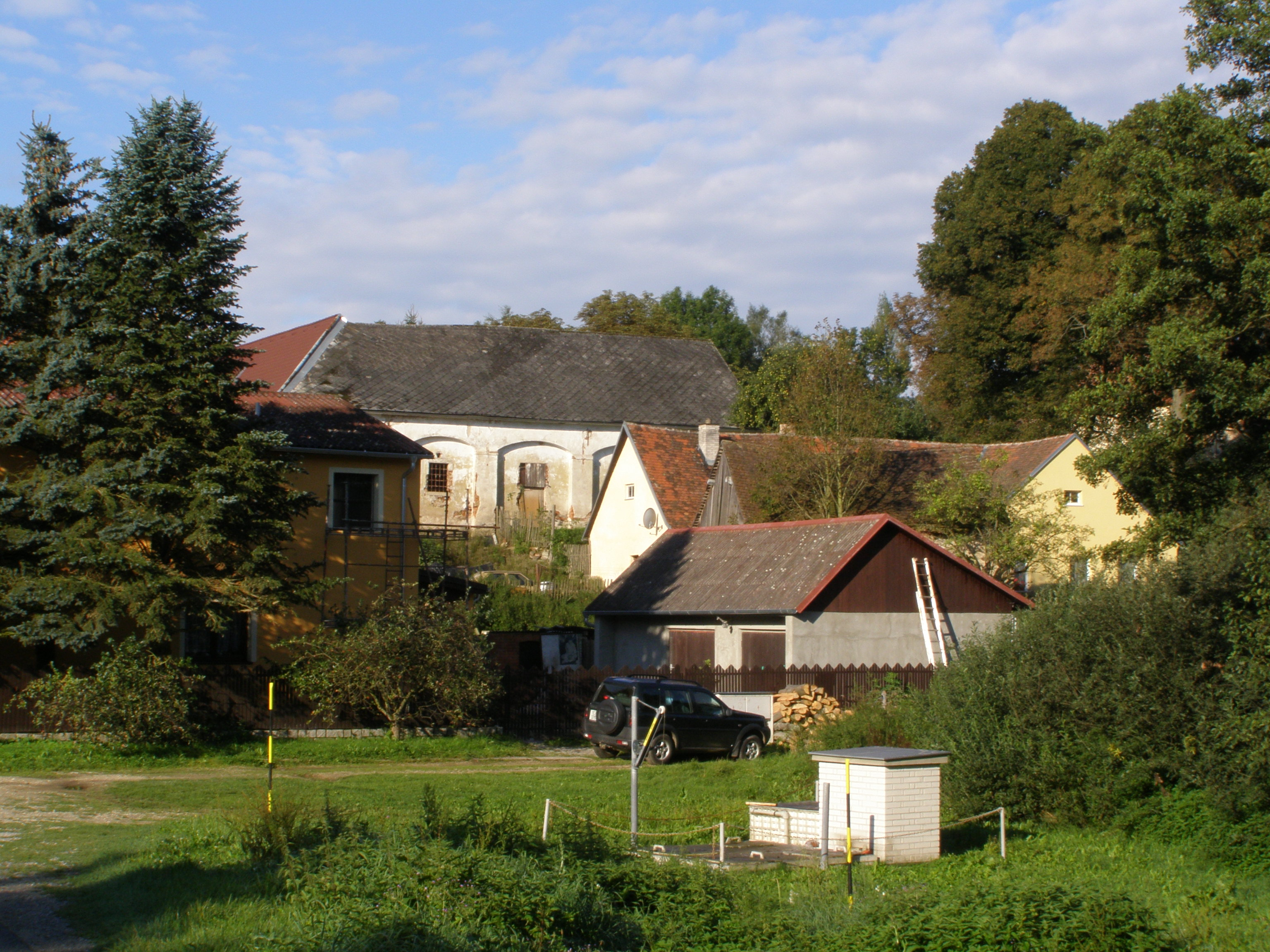
Stavení č.p. 52
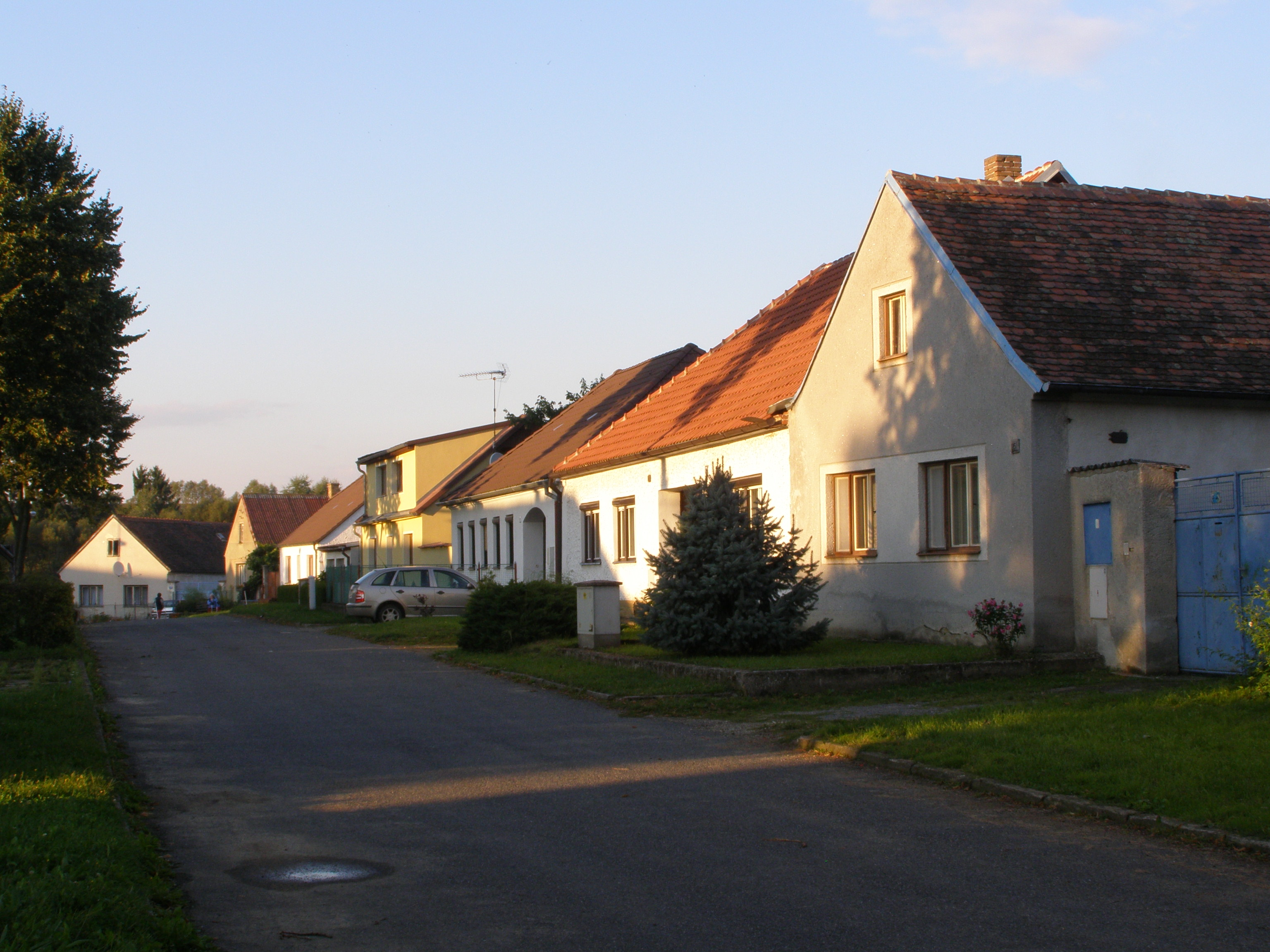
Náves
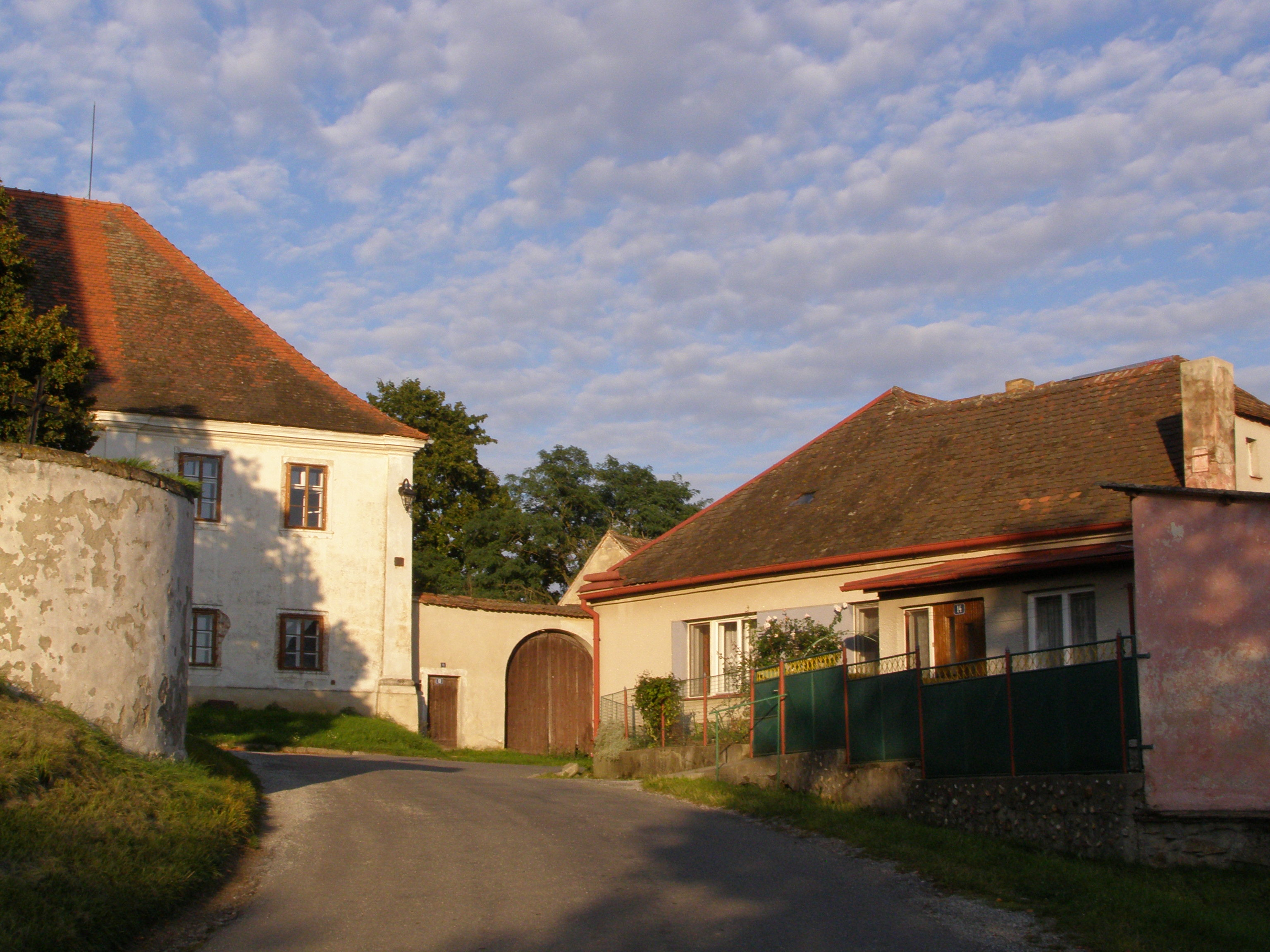
Fara
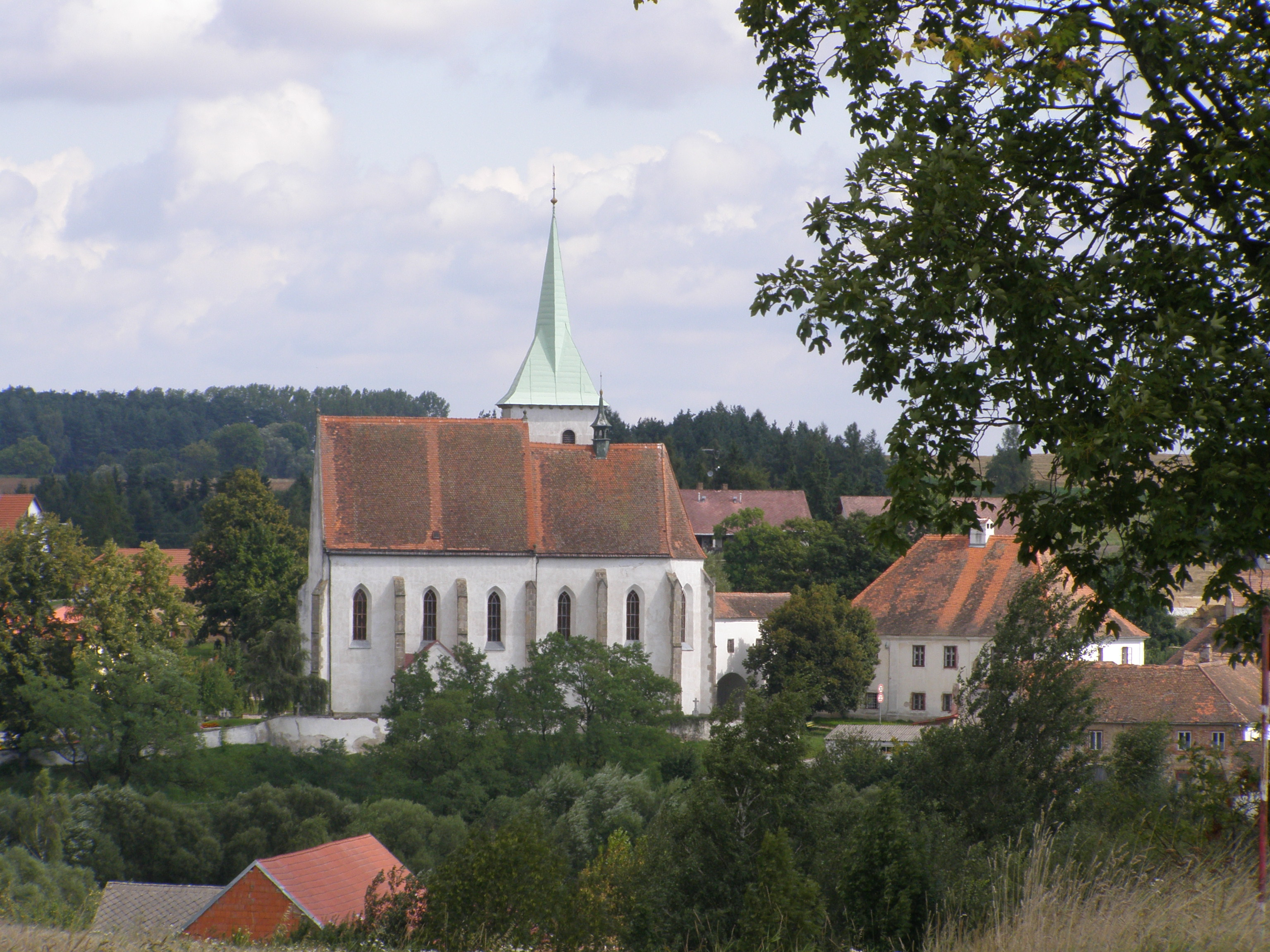
Kostel
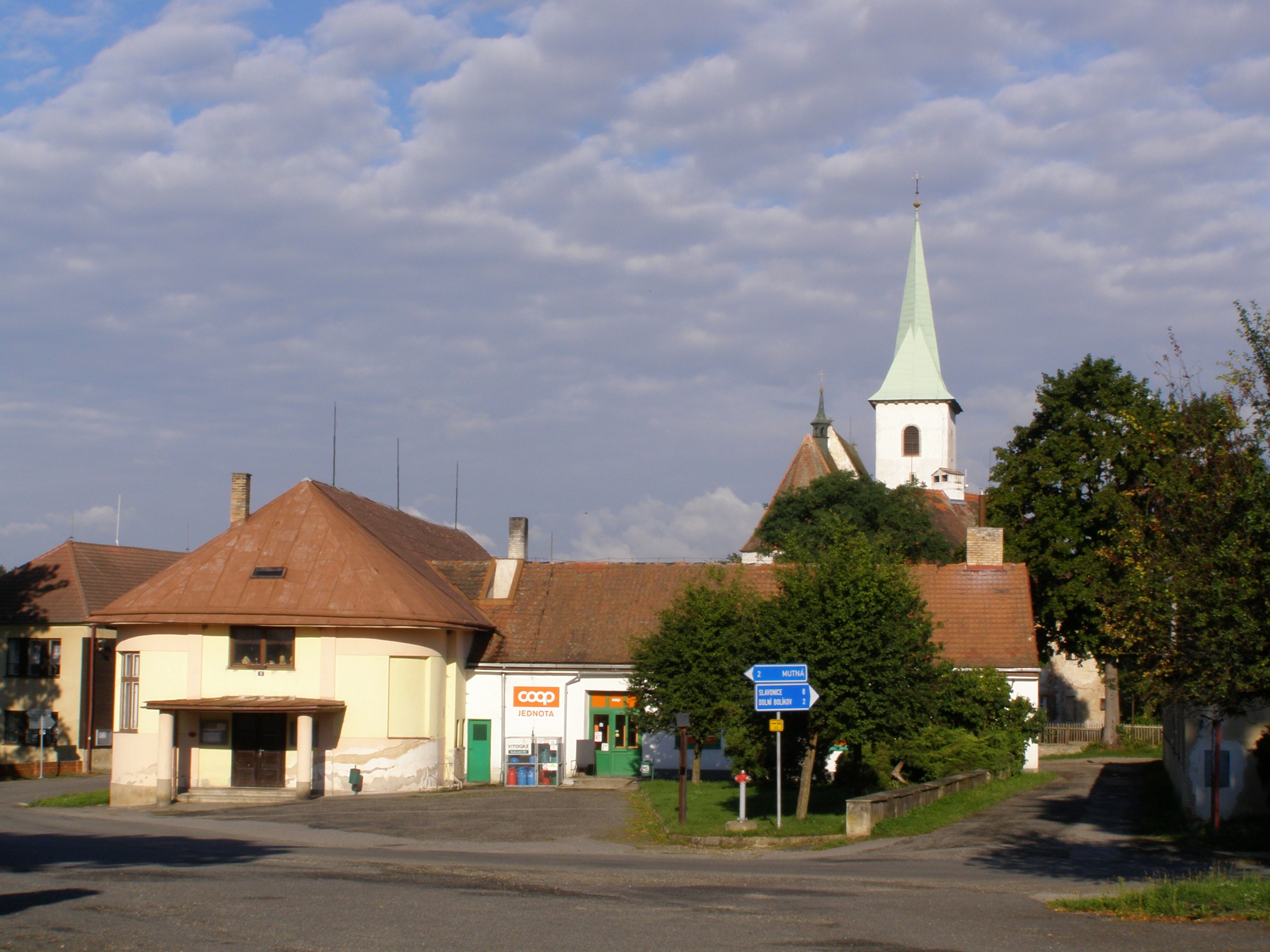
Kulturní dům